# Yūji Shiozaki
Yūji Shiozaki (塩崎雄二?, Shiozaki Yūji; 7 settembre 1967) è un fumettista giapponese. La sua opera più famosa e che gli ha donato il successo è Ikkitousen.

## Biografia
Nato il 7 settembre 1967, è alto 177 centimetri, pesa 65 chili ed ha vari hobby, tra cui il baseball, la guida ed i viaggi all'estero.
La sua carriera cominciò con la Shūeisha, che pubblicò alcune opere brevi, Karen (1997-1998), Happy Man (1999), e Nikkan Tachibana (2000). Nel 2000 cambiò editore e passò alla Wani Books dove, nell'aprile dello stesso anno, venne pubblicato il capitolo zero di Ikkitousen nel "Comic Gum".
Dopo la fama iniziale, Shiozaki ottenne vari progetti anche da altre case editrici, che gli commissionarono opere tra cui: Comedy Stadium Seven (2002), una versione di ZOIDS chiamata Zoids ZI (2002-2003), Battle Club della Shōnen Gahōsha (2004), e Frontier Roots (2004). Nel 2008 ha iniziato a pubblicare la seconda stagione di Battle Club, intitolata Battle Club 2nd Stage.

## Opere
- Ikkitousen (一騎当千?, Ikkitōsen): pubblicato nel Comic Gum della Wani Books, consta di 24 tankōbon.
- Shin Ikkitousen (真・一騎当千?, Shin Ikkitōsen): sequel di Ikkitousen, è iniziata la serializzazione nel novembre 2015.
- Battle Club (バトルクラブ?, Batorukurabu): pubblicato nel Monthly Young King della Shōnen Gahōsha, consta di 6 tankobon.
- "Battle Club: Second Stage", seguito di Battle Club, consta di 3 tankobon.
- Zoids wakusei Zi (ZOIDS惑星Zi?, ZOIDS wakusei Zi): pubblicato nel Corocoro Comic della Shogakukan, consta di 3 tankobon.
- Karen (Karen?): pubblicato nel Business Jump della Shūeisha in 2 tankobon, e continuato nei Daito Comics.
- Happy Man (ハッピーマン?, Happīman)
- Nikkan Tachibana (日刊タチバナ?, Nikkan Tachibana): pubblicato nello Young King
- Comedy Stadium Seven (コメスタセブン?, Komesutasebun)
- Frontier Roots (フロンティアルーツ?, Furontiarūtsu), dall'opera originale di Tooru Tamegai, pubblicato nel Comic Gotta della Shogakukan.
- Shuraba ya ranko (シュラバ・ヤ・ランコ?)
- Godeath (GODEATH 〜女神の血脈〜?)